# Сплюшка японська
Сплюшка японська (Otus semitorques) — вид совоподібних птахів родини совових (Strigidae). Мешкає в Східній Азії.

## Опис
Довжина птаха становить 21-26 см. Верхня частина тіла сірувато-коричнева, поцяткована чорнуватими і тьмяно-жовтими смужками. На шиї подвійний сірий "комір", на плечах світла смуга. Крила і стернові пера смугасті. Нижня частина тіла світло-сірими смужками, поцятковані темними смужками. Лицевий диск світло-сіро-коричневий з темними краями. На голові великі пір'яні "вуха". Очі темно-червоні або оранжево-червоні, дзьоб сіро-роговий, лапи оперені, сірі. Голос — гучний крик «хуук», який регулярно повторюється, іноді довгими серіями.

## Підвиди
Виділяють три підвиди:
- O. s. ussuriensis (Buturlin, 1910) — північний схід Китаю (від Шеньсі до Маньчжурії, півострови Шаньдун і Ляодун), Корейський півострів, російське Приамур'я, острів Сахалін;
- O. s. semitorques Temminck & Schlegel, 1845 — від Курильських островів і Хоккайдо до Якусіми;
- O. s. pryeri (Gurney, JH Sr, 1889) — острів Хатідзьо і від Окінави до Іріомоте (острови Ідзу і Рюкю).

## Поширення і екологія
Японські сплюшки мешкають в Китаї, Росії, Північній і Південній Кореї та в Японії. Вони живуть в широколистяних лісах і рідколіссях, взимку також на плантаціях, в парках і садах, на висоті до 900 м над рівнем моря. Живляться переважно великими комахами, а також павуками, жабками, дрібними ссавцями і птахами. Сезон розмноження триває з березня по липень. Гніздяться в дуплах дерев, в кладці 4-5 яєць.